# Jim Michalczik
Jim Michalczik (7 giugno 1966) è un allenatore di football americano statunitense.

## Nella NFL

### Dalla stagione 2009 alla 2010
Ha iniziato la sua carriera nella NFL con gli Oakland Raiders il 9 febbraio con il ruolo di coach della offensive line.
Terminata la stagione 2010 ha finito il suo contratto con i Raiders.